# John Clellon Holmes
John Clellon Holmes, född 12 mars 1926 i Holyoke, Massachusetts, död 30 mars 1988 i Middletown, Connecticut, var en amerikansk författare, poet och professor. 
Holmes är mest känd för sin roman Go (1952), som anses som den första "beat"-romanen och skildrar händelser i Holmes liv med vännerna Jack Kerouac, Neal Cassady och Allen Ginsberg. Han nämns ofta som "the quiet Beat," och var en av Kerouacs närmaste vänner. Han skrev också vad som anses vara den definitiva jazzromanen sprungen ur beatgenerationen: The Horn (1958).

## Böcker på svenska
- Hornet (The horn) (översättning Berit och Ingvar Skogsberg, Cavefors, 1961)